# Megalonotini

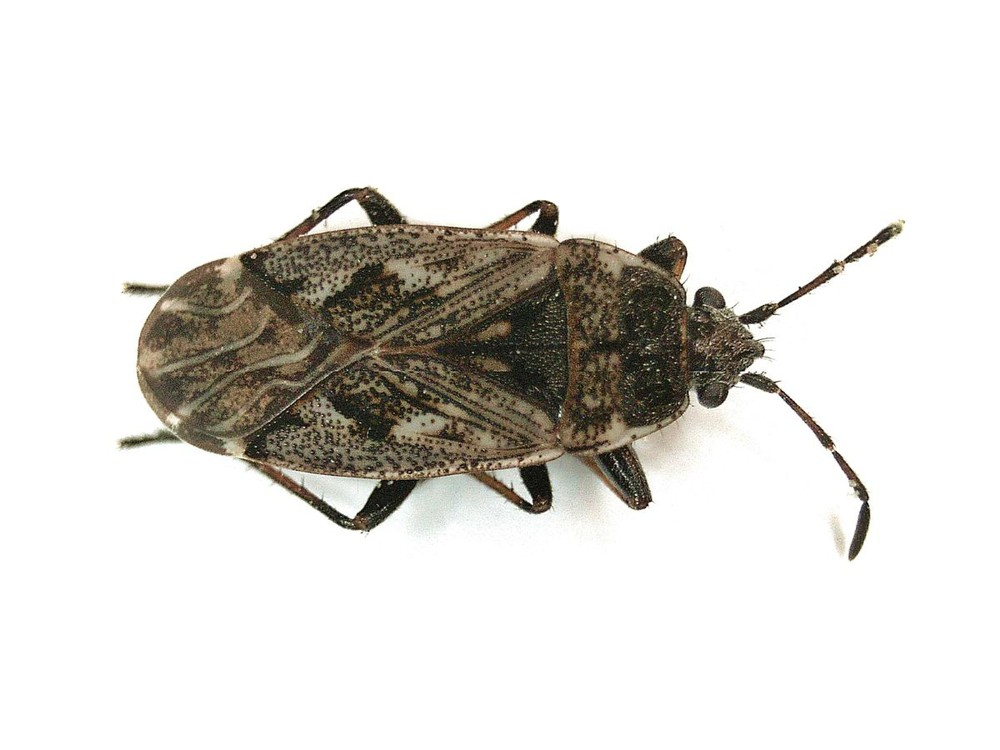
Sphragisticus nebulosus

Megalonotini – plemię pluskwiaków z podrzędu różnoskrzydłych i rodziny brudźcowatych.
Pluskwiaki te mają przedplecze z płasko rozszerzonymi lub zaopatrzonymi w listewkę krawędziami bocznymi. Odwłok jest wyposażony w laterotergity i ma przetchlinki trzeciej i czwartej pary umieszczone na grzbietowej stronie segmentów, a pozostałe na sternitach.
U larw brak jest szwu Y-kształtnego. Odwłok mają ciemno ubarwiony, silnie zesklerotyzowany i wyposażony w trzy dobrze wykształcone ujścia grzbietowych gruczołów zapachowych.
Przedstawiciele plemienia zamieszkują głównie strefę międzyzwrotnikową Starego Świata i krainę Palearktykę. Nieliczne gatunki znane są z Nearktyki, natomiast brak ich zupełnie w krainie neotropikalnej i australijskiej. W Polsce stwierdzono 7 gatunków z 2 rodzajów (zobacz: brudźcowate Polski).
Takson ten wprowadzony został w 1957 roku przez Jamesa Alexandera Slatera. Należy do niego około 90 opisanych gatunków, zgrupowanych w rodzajach:
- Afralampes Slater, 1998
- Allocentrum Bergroth, 1894
- Anepsiocoris Puton, 1886
- Anepsiodes Reuter, 1882
- Dermatinoides Slater & Sweet, 1973
- Hadrocnemis Jakovlev, 1881
- Hispanocoris Costas & Vázquez, 1999
- Icus Fieber, 1861
- Lamprodema Fieber, 1861
- Lasiocoris Fieber, 1861
- Leptomelus Jakovlev, 1881
- Megalonotus Fieber, 1861 – strzeszyk
- Metastenothorax Reuter, 1884
- Microthisus Lindberg, 1958
- Pezocoris Jakovlev, 1875
- Piezoscelis Fieber, 1870
- Polycrates Stal, 1865
- Proderus Fieber, 1861
- Sphragisticus Stal, 1872
- Tempereocoris Pericart, 1995
- Tethallotrum Scudder, 1962